# Le Sacre de l'homme
Pour plus de détails, voir Fiche technique et Distribution.
Le Sacre de l'homme est un téléfilm documentaire et un docufiction français de 105 minutes sur la révolution néolithique, réalisé en 2007 par Jacques Malaterre. Il fut diffusé en 2007 sur France 2.

## Synopsis
Le Sacre de l'homme retrace l'histoire de la révolution néolithique, de 12000 à 2500 av. J.-C., à travers quatre époques-clés, au Proche et au Moyen-Orient.

## Fiche technique
- Titre original : Le Sacre de l'homme
- Réalisateur : Jacques Malaterre
- Scénariste : Yves Coppens et Michel Fessler
- Sociétés de production : uFilm et France 2
- Producteur : Barthelemy Fougea et Fred Fougea
- Musique du film :  Cyril Orcel
- Directeur de la photographie : Martial Barrault
- Montage :  Bob Rayers
- Création des décors : Véronique Melery
- Création des costumes : Basma Dhaouadi)
- Tournage : entièrement en Tunisie
- Producteur exécutif : Tao Guiga carthago Films
- Pays d'origine : France
- Genre : Documentaire
- Durée : 105 minutes
- Date de diffusion : 10 avril 2007  sur France 2

## Distribution
- Thierry Frémont : Le narrateur
- Helmi Dridi : Aar
- Rabeb Srairi : Ashaa
- Lotfi Dziri : Uhru
- Halima Daoud

## Série
Le Sacre de l'homme est le troisième volet d'une série documentaire-fiction de trois épisodes, réalisés par Jacques Malaterre de 2002 à 2007 pour France Télévisions, sous le contrôle scientifique d'Yves Coppens :
- 2002 : L'Odyssée de l'espèce, sur l'histoire évolutive de la lignée humaine ;
- 2004 : Homo sapiens, sur l'émergence de notre espèce ;
- 2007 : Le Sacre de l'homme, sur la révolution néolithique, avec la collaboration de Jean Guilaine.